# Casa al carrer d'Adra, 37-39 (el Masnou)
La casa del carrer d'Adra, números 37 i 39, és un edifici del municipi del Masnou (Maresme) inclòs en l'Inventari del Patrimoni Arquitectònic de Catalunya.

## Descripció
Casa entre mitgeres de planta rectangular que consta de planta baixa i dos pisos amb coberta plana a mode de terrat pla. El jardí està separat de la casa per un carrer.
La façana es compon simètricament a partir de quatre eixos de verticalitat. A la planta baixa hi ha la porta d'accés amb una finestra a cada costat amb reixes. En el primer pis destaca l'element més característic de l'edifici: un balcó corregut d'obra amb balustrada amb quatre obertures. En segon pis té la façana enretirada del pla de les dues primeres plantes, amb un petit terrat entre una i altra façana protegida amb una barana de balustrada d'obra. El coronament de la façana és una altra balustrada amb dos pinacles als extrems.
El parament de la façana és un estucat amb esgrafiat imitant carreus posats a portell i un lleuger recreixement al voltant de les obertures amb una línia corba al damunt de la llinda. Els elements fonamentals dels conjunt poden ser considerats neoclàssics.